# Pierdomenico Baccalario
Pierdomenico Baccalario (Acqui Terme, Piamonte, Italia, 1 de marzo de 1974) es un escritor italiano especializado en literatura juvenil, periodismo y escenografía. Colabora con la Scuola Normale Superiore de Pisa.
Ha cultivado los géneros de la novela histórica y fantástica, escribiendo varias series de novelas, como Los guardianes del tiempo, que trata de distintas aventuras ambientadas en diferentes épocas históricas, o Ulysses Moore, sobre unos amigos que viven aventuras en la búsqueda de puertas mágicas a otros lugares. Ganó el premio Il Battello a vapore (El Barco de Vapor) en 1998 con la novela La Strada del Guerriero.
Entre sus colaboraciones con Alessandro Gatti se encuentra la serie de libros protagonizados por el caballero Ricardo Corazón de Cardo.